# جی‌ام‌سی موتورهوم
جی‌ام‌سی موتورهوم (GMC motorhome) خودرویی است که در سال‌های ۱۹۷۲ تا ۱۹۷۸تولید شده‌است. 
این خودرو در کلاس ماشین کاروان قرار گرفته، است. 